# Mount Agassiz
Mount Agassiz – szczyt w USA, w środkowej części stanu Kalifornia, położony 22 km na zachód od miasta Big Pine na granicy hrabstw Inyo i Fresno. Jest to jeden z najwyższych szczytów w górach Sierra Nevada oraz w Kalifornii. Obecną nazwę szczytowi nadano w 1879 roku na cześć szwajcarskiego zoologa i paleontologa, profesora Harvardu, Louisa Agassiza.